# トーマス・オルバット

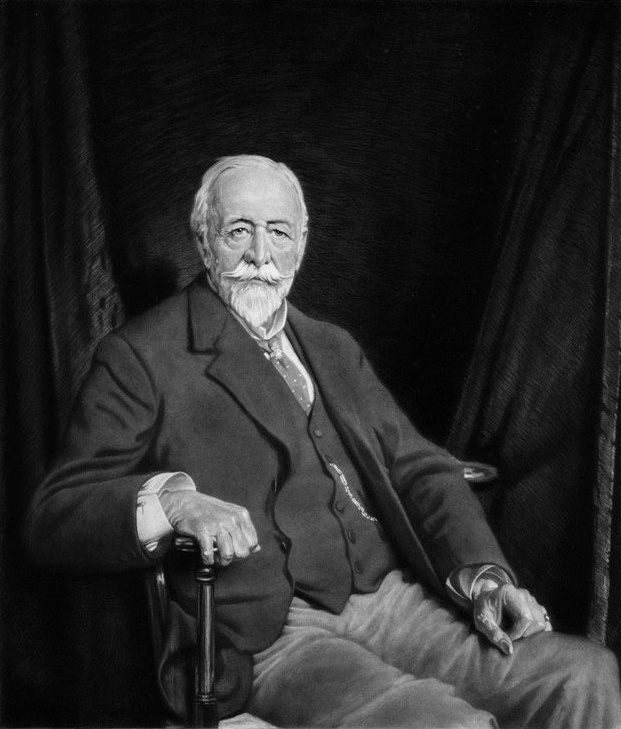
Sir Thomas Clifford Allbutt

トーマス・オルバット（Sir Thomas Clifford Allbutt、1836年7月20日 - 1925年2月22日）はイギリスの医者である。小型の医療用体温計を発明した。
ヨークシャー州のデューズベリに生まれた。1859年にケンブリッジ大学のCaius Collegeを卒業した。医療分野における体温測定はサントーリオ・サントーリオによって始められ、ファーレンハイトなどによって温度計が改良されて、カール・ブンダーリッヒによって医療への応用が進められた。それまでの大きな体温計は、体温を測るのに20分ほどかかるものであった。オルバットの小型の体温計は、医療の分野での体温測定を改善した。
1892年にケンブリッジ大学のregius professor of physic職となり、1907年にナイトを叙勲した。1922年にアメリカ芸術科学アカデミーの外国人会員に選ばれた。